# ゾラン・マリチッチ
ゾラン・マリチッチ（セルビア語: Зоран Маричић, ラテン文字転写: Zoran Maričić、1967年9月22日 - ）は、セルビア（旧ユーゴスラビア）の元サッカー選手、サッカー指導者。ポジションはミッドフィールダー。